# Ministerstvo ekologie a životního prostředí Čínské lidové republiky
Ministerstvo ekologie a životního prostředí Čínské lidové republiky (čínsky v českém přepisu čung-chua žen-min kung-che-kuo šeng-tchaj chuan-ťing pu, pchin-jinem zhōnghuá rénmín gònghéguó shēngtài huánjìng bù, znaky zjednodušené 中华人民共和国生态环境部) je ústřední výkonný orgán, ministerstvo, Státní rady Čínské lidové republiky zodpovědný za ochranu životního prostředí. Mezi hlavní úkoly ministerstva patří formulace a implementace eko-environmentálních politik, plánů a standardů, monitorování činností na ochranu životního prostředí a jejich vynucování, jaderná a radiační bezpečnost, atd.
V čele ministerstva stojí ministr ekologie a životního prostředí. Funkci od 29. dubna 2020 zastává Chuang Žun-čchiou.

## Historie
Ministerstvo vzniklo 17. března 2018, kdy nahradilo Ministerstvo ochrany životního prostředí Čínské lidové republiky a zkonsolidovalo množství úloh a agend, původně rozdělených mezi několik dalších orgánů a ministerstev: politiku týkající se klimatických změn a snižování emisí, původně pod Národní rozvojovou a reformní komisí, regulaci znečištění podzemních vod, původně pod Ministerstvem půdy a zdrojů, ochranu životního prostředí povodí, původně pod Ministerstvem vodních zdrojů, kontrolu zemědělského znečistění, původně pod Ministerstvem zemědělství, ochrana mořského prostředí, původně pod Státní oceánskou správou, atd.